# برودي نيل
برودي نيل (بالإنجليزية: Brodie Neill)‏ هو مصمم ديكور ‏ أسترالي، ولد في 1979 في تاسمانيا في أستراليا.